# Emil Roß

Emil Roß

Emil Roß (* 7. März 1884 in Dortmund; † 5. Mai 1943 ebenda) war ein deutscher Politiker (Zentrum).

## Leben und Wirken
Nach dem Besuch der Volksschule und des städtischen Gymnasiums in Dortmund studierte Roß Rechtswissenschaften an den Universitäten München, Berlin, Kiel und Münster. Die Assessor- und Referendarzeit verbrachte Roß bei Landgerichten im  Oberlandesgerichtsbezirk Hamm (Dortmund, Unna und Hamm). 1912 promovierte er an der Universität Erlangen mit einer Arbeit über Die Tarifverpflichtung zum Dr. jur. Anschließend ließ er sich als Rechtsanwalt in Dortmund nieder. 
Spätestens nach dem Ersten Weltkrieg trat Roß in die katholische Zentrumspartei ein. Im März 1925 zog Roß im Nachrückverfahren für seine verstorbene Parteikollegin Hedwig Dransfeld in den im Dezember 1924 gewählten dritten Reichstag der Weimarer Republik ein, dem er in der Folge bis zum Mai 1928 angehörte. Später verließ Roß die Zentrumspartei und wurde Mitglied der Reichspartei für Volksrecht und Aufwertung (Volksrechtspartei).
Roß war ferner Mitglied des Reichsverbandes Deutscher Volkswirte. Als Jurist war er insbesondere als Mitglied des Hypothekengläubiger- und Sparerschutzverbandes für das Deutsche Reich tätig, für den er sich mit der Aufwertungsfrage befasste.

## Schriften
- Die Tarifverpflichtung, Dortmund 1912. (Dissertation)
- Gesetz über die Verzinsung ausgewerteter Hypotheken und ihre Umwandlung in Grundschulen sowie über Vorzugsrenten vom 9. Juli 1927, 1927.
- Lockerungsgesetz betreffend Fälligkeit und Verzinsung der Aufwertungshypotheken und Gesetz Dortmund, Dortmund 1930.
- Erbhofrecht, 1933.